# Jesús Franco
Jesús Franco, gyakori művésznevén Jess Franco (teljes nevén Jesús Franco Manera) (Madrid, 1930. május 12. – Málaga, 2013. április 2.) spanyol filmrendező, zeneszerző, producer, forgatókönyvíró, író, színész. Joe D’Amato mellett az európai trashfilmek fő „gyárosa.” Filmjeinek száma meghaladja a 170-et. Spanyolországon kívül Franciaországban, Németországban és Olaszországban is tevékenykedett. Munkásságának legnagyobb részét az exploitation filmek teszik ki, amelyek szinte minden egyes alműfajt kimerítenek. Ezek a filmek gyakran kis költségvetéssel, szoros határidővel és minimális igénnyel születtek, kétes hírnevet hozva alkotójuknak, akit emiatt egyes felületeken szenny-pápa-ként emlegetnek. Franco azonban nem egyszer adta tanújelét annak, hogy képes színvonalasan és hozzáértően filmezni (e tekintetben a horror műfajában tudott remekelni). Z-kategóriás filmjeinek tömkelegét vélhetően anyagi célzattal készítette. A filmes szakmában szinte élete utolsó pillanatáig dolgozott. Egyes filmekben maga is szerepelt, némelyikben nagyon meredek jelenetek eljátszását vállalta. Filmjeinek gyakori szereplője Lina Romay, akivel igen szoros, bensőséges kapcsolatban is állt. 2008-ban hivatalosan is feleségül vette.

## Korai évek
Franco gazdag családból származott. Szülei Kubából és Mexikóból vándoroltak be Spanyolországba. Testvérei között van Enrique Franco zenekritikus is.
Jesús Franco zenei tehetség volt, aki már 6 éves kora óta zongorázott anélkül, hogy bárki tanította volna. Nagy rajongója volt a jazznek, sőt később filmjeihez is ő maga szerzett zenét, gyakorta jazz, vagy jazzes hangvételű stílusban. A spanyol polgárháború után a fővárosi konzervatóriumban tanult tovább zongorázni, az Instituto Ramiro de Maeztu-ban pedig jogi diplomát nyert. Ezt követően kezdett bele filmes tanulmányokba, eleinte a madridi Instituto de Investigaciones y Experiencias Cinematográficas-ban, majd a párizsi Institut des hautes études cinématographiques-ban (itt főleg rendezői technikákat sajátított el). David Khunne álnéven detektívregényeket is írt. A párizsi filmintézet könyvtárában gyakran nézett filmeket.
1952 és 1954 között rádiósként és jazz zenészként dolgozott. Fellépett barcelonai és madridi jazz klubokban, sőt Franciaországban és Belgiumban is, de volt még színpadi színész és színházi rendező. 1954-től már bekapcsolódott a spanyol filmipar munkájába mint segédrendező, zeneszerző és forgatókönyvíró, illetve rendezett néhány rövidfilmet és történelmi dokumentumfilmeket. Asszisztense volt az igen komoly drámáiról híres Juan Antonio Bardemnek és Luís G. Berlangának, a spagettiwesternjeiről és Zorro-filmjeiről ismertté vált Joaquín Luis Romero Marchentnek, valamint a horrorokkal, thrillerek (spanyol giallókkal) és krimikkel jeleskedő León Klimovskynak. 1959-ig 20 filmben működött közre az említett státuszokban. Ezután önálló filmezésbe kezdett.

## Filmrendezői karrier
Franco leinte B-kategóriás musicalekkel vagy bűnügyi drámákkal jelentkezett. 1960-ban néhány kollégájával megnézte a Peter Cushing főszereplésével készült Drakula menyasszonyai c. angol horrorfilmet. Ekkor döntötte el, hogy ebben a műfajban is fog alkotni. 1961-ben rendezte a Gritos en la noche c. horrort francia közreműködéssel, amely kedvező fogadtatásra lelt és széles körben bemutatták Nagy-Britanniában és az Egyesült Államokban is. A film forgatókönyvét és zenéjét is Franco írta. Itt került munkakapcsolatba az amerikai származású svájci színésszel, Howard Vernonnal, aki a rendező jó néhány (főleg horrortémájú) filmjében szerepelt még az évek során.
1965-ben Franco lehetőséget kapott, hogy Orson Welles Falstaff c. filmjének forgatási munkálataiban is közreműködjék.
Franco filmjeiben már az 1960-as évek közepétől megjelenik a szexualitás, mint központi téma és idővel egyre fontosabb szerepet kap. Gyakran merített ihletett Sade márki műveiből, de hatott még rá Oscar Wilde és Leopold von Sacher-Masoch is. Azonban a bigottan katolikus Franco-rezsim cenzúrájának árnyékában nem teljesedhettek ki még Jesús Franco filmes elképzelései, ezért volt szükség külső (német, angol, svájci, francia, portugál, olasz) támogatásra. Azon országok területén szabadon leforgathatott ilyen témában filmeket. A cenzúra és a francoista szellemiségű emberek egyöntetűen ellenségként kezelték Jesús Francót, ami miatt filmjeinek lehetőségei a pénzügyi támogatásra igencsak beszűkültek.
1969-ig koprodukciós partnerekkel további négy horrort készített el, amelyekben olyan nagy nevek szerepeltek, mint Christopher Lee, Herbert Lom és Klaus Kinski. Ebből három kifejezetten szexhorror típusú film, amelyekhez pornógráf jeleneteket is forgattak, de a megjelenéskor ezek nem kerültek levetítésre. Évtizedekkel később viszont a DVD változatokon már megjelenhettek a kihagyott, erősebb részek.
Az áhított kasszasikerek azonban elmaradtak, jóllehet a horror-rajongók körében Franco elismertségre tett szert. Több film Európában kívül nem került terjesztésre. Spanyolországban tiltólistákra került a rendező neve. Ekkoriban fedezte fel magának a fiatal és bájos megjelenésű, mellesleg ún. cigano (portugál roma) származású Soledad Miranda színésznőt, akihez gyengéd érzelmi szálak fűzhették. Jóllehet Franco ekkoriban már házasságban élt Nicole Guettard-dal, aki segédkezett a forgatókönyvek megírásánál és kisebb szerepeket is kapott a filmekben. Guettard egyik korábbi házasságából volt egy lánya is Caroline Riviere, aki az 1970-es években szerepelt Franco néhány erotikus filmjében. Miranda maga is férjezett volt.

## Futószalagos filmek
Franco 1969-ben Franciaországba költözött, hogy megkerülve a spanyol cenzúrát szabad utat kapjon a szex és az erotika témája filmjeiben. Karrierje ekkor indult meg az alacsonyköltségvetésű trashfilmek lejtőjén. Nemsokára azonban nagy csapás érte, mert Miranda egy portugáliai autóbalesetben életét vesztette. Halála igen megviselte Francót és a készülőben lévő Juliette c. filmje, amelynek Miranda volt a főszereplője, befejezetlen maradt. Igaz Miranda alakját Franco később „felélesztette” 5 másik filmben, méghozzá korábban felvett jelenetek segítségével, így tisztelegve szerelme emlékének.
Két évvel Miranda halála után Francónak új felfedezettje lett Lina Romay személyében. A színésznő megjelenésében szintén ugyanazt a törékeny, elbűvölő, kislányos alkatot hozta, ami magával ragadta a rendezőt. Több mint huszonhárom év volt a kettejük közti korkülönbség. Ettől kezdve a rendező és Guettard házassága is a végét élte. Romay Franco miatt hagyta ott 1978-ban Ramón Ardid színész-fotóművészt. Franco és Guettard 1980-ban váltak el.
Romay-jal Franco hosszú ideig élettársi viszonyban volt. Legtöbb filmjét a színésznő Francóval készítette, sőt a stáblistákon gyakran feltűnik társrendezőként. Ennek ellenére Franco egyik gyakori színésze, Antonio Mayans egy interjúban elmesélte, hogy Romay sosem vett részt a rendezésben. Franco csupán üzleti okokból adott neki ilyenformán hitelt.
Franco az 1970-es években sorra ontotta ki a filmeket, s a forgalmazásra saját filmvállalatot hozott létre Manacoa Films néven. Alkotásai között akadnak figyelemre méltó alkotások is, de igen sok köztük a silányabb kommersz mozi, sőt rengeteg a pornófilm is. A trash és a pornó erősen rányomta a bélyegét a rendezőre. Romay is gyakran szerepelt a Franco pornófilmjeiben, ahol különböző férfiakkal és nőkkel folytatott aktust. Mindez persze Romay és Franco kapcsolatának nyitottságára vall. A rendező odáig ment, hogy saját maga is valódi aktust végzett egy-egy ilyen filmjében Romay-jal. Későbbi interjúkban Romay nyíltan bevallotta, hogy exhibicionista.
Jesús Franco az exploitation műfajának minden formájában alkotott. Számos zombi- és kannibálhorrort, dzsungelfilmet, sci-fit, kémfilmet, thrillert, fantasy-t, vagy okkult filmet készített. Erotikus és pornófilmjei tekintetében a heteroszexualitáson túl előszeretettel foglalkozott a leszbizmussal. 1971-ben és 1972-ben Jesús Franco Horst Tapperttal, a Derrick c. krimisorozat sztárjával két filmet is forgatott: egy kémfilmet és egy erotikus thrillert. Előbbiben Tappert volt a főszereplő FBI-ügynök, míg utóbbiban egy rendőrfelügyelőt játszott.
A költségvetés tekintetében Franco gyakran kijátszotta a producereket. Egy-egy komolyabb film között több trash- vagy pornófilmet forgatott a pénzükből, vagy a tudtukon kívül egyik-másik film jeleneteit használta fel hozzájuk. Sok színésze évekkel később tudta meg, hogy ezáltal olyan filmekben szerepeltek, amelyekért nem kaptak fizetséget. Voltak olyan filmek, amelyekhez nem volt produceri finanszírozás, így azok pénzügyi háttere ismeretlen maradt. Nem kizárt, hogy egyes színészek és stábtagok a Francóhoz fűződő barátság okán vállaltak neki pluszmunkát.
Egyes oldalak, így IMDB szerint Jesús Franco filmográfiája meghaladja 200-at, de ezek között nagyon sok az olyan film, ami egyik-másiknak csupán a változata (olykor egyazon filmjének háromféle változata is készült!). Az eltérés mindössze annyi, hogy pl. az egyik filmet erotikus horrorként, a másikat viszont pornófilmként, pornóhorrorként vetítették.
Színészként Franco többnyire csak rövid mellékszerepek formájában tűnik fel, viszont alkotott néhány önálló karaktert, amely bizonyos mértékig figyelemre méltónak is nevezhető. Ilyen Mathis Vogel figurája, aki a rendező 1970-es évekbeli szexhorrorjaiban tűnik fel. Vogel egykori katolikus pap, aki végül pornográf íróvá vált, ugyanakkor szexőrült erőszaktevő. Sokszor, sőt állandóan vívódik önmagában, kapcsolatai erősen korlátozottak, érzelmileg labilis.
Zeneszerzőként Jesús Franco 71 filmhez komponált kísérőzenét. Többnyire saját alkotásokhoz, de akadt köztük néhány, másik rendezőtől származó film is. Az 1990-es évek végén több szerzeménye is megjelent CD-n.
1980-ban majdnem ő rendezhette a Zombik tava c. horrort. A producerek viszont nem voltak elégedettek Franco forgatókönyvével és a költségvetést érintő elképzeléseivel, ezért Jean Rollinra bízták a film forgatását. Rollin, aki számos komoly filmmel büszkélkedhetett, válságos időszakában mindenféle munkát elvállalt, s az általa készített Zombik tava ugyan megbukott, de később igazi kultuszfilm lett, amely kiérdemelte a minden idők legrosszabb horrorfilmje címet.

## Visszatérés a minőségi filmezéshez majd újabb visszaesés
Jesús Franco az 1980-as évek végétől és az 1990-es években egyre több lehetőséget kapott igényesebb, nagyköltségvetésű horrorfilmek elkészítésére. Megmutatkozott, hogy igenis jó képességű rendező, ha projektjeit megfelelően finanszírozzák. Mindezekhez szükség volt a Spanyolországban bekövetkező szemléletváltásra, a Franco-rezsim megszűnésére és az egyház befolyásának visszaszorulására. 1988-ben egy olyan francia horrorfilmet rendezhetett, melyben az egyik főszerepet Telly Savalas alakította.
1992-ben felkérték Jesús Francót, hogy készítsen dokumentumfilmet Orson Welles Don Quijote c. filmjéről a Sevillai Világkiállítás-ra, ám a film félresikerült és megbukott, mivel Francónak nem sikerült megfelelő anyagot összegyűjteni az archív filmanyagok szerzői jogai miatt kialakult viták következtében. 1996-tól újból visszaesett a trashfilmek és pornófilmezés színvonalára. Alkotásai ekkortól már csak videoforgalmazásra készültek és nem mutatták be őket a filmszínházak.

## Művészi álnevei
Jesús Franco pályafutása során rekordszámú, mintegy 40 álnevet használt. Jazz-rajongóként Clifford Brown vagy James P. Johnson neveiből alkotott számos ilyen álnevet.
Álnevei: Joan Almirall, Clifford Brown, Clifford Brown Jr., Juan G. Cabral, Terry De Corsia, Raymond Dubois, Chuck Evans, Dennis Farnon, Jess Franck, Jess Franco (ezt az álnevet használta a leggyakrabban), Adolf M. Frank, Anton Martin Frank, Jess Frank, John Frank, Wolfgang Frank, James Gardner, Robert Griffin, Lennie Hayden, Frank Hollmann, J. P. Johnson, James Lee Johnson, James P. Johnson, David J. Khune, David Khune, D. Khunne, D. Khunne Jr., David Khunne, David Kuhne, Frank Manera, Jeff Manner, Roland Marceignac, Tawer Nero, Cole Polly, Preston Quaid, Pierre Queret, P. Querut, Lowel Richmond, Dan L. Simon, Jean-Jacques Tarbes, Joan Vincent.
Az álnevek használatának gyakorlati célja volt, nehogy saját nevével telítse a filmpiacot. Az álnevek használata ráadásul bevett módszer volt, mivel a jóhangzású angol nevekkel ellátott filmek kedvezőbb fogadtatásban részesültek a nemzetközi piacon.

## Halála
2008-ban, majd háromévtizednyi élettársi kapcsolat után Franco és Romay összeházasodtak. Négy évvel később Romay rákban meghalt. Franco alig több mint egy évvel élte túl. Ekkoriban már tolószékhez volt kötve, noha még mindig dolgozni akart. 2013. március 27-én súlyos agyvérzéssel került kórházba. Hat nappal később elhunyt.

## Megítélése
Jesús Francóra ma nemcsak mint a spanyol, de az európai exploitationfilmezés tekintetében is egyfajta mérföldkőre tekintenek. 2009-ben a spanyolországi filmeseknek járó legrangosabb Goya-díjjal tüntették ki. 2008-ban a francia Cinémathèque française kiállítást rendezett róla.
Santiago Segura a Goya-díj átadásakor a következőket mondta Jesús Francóról:
Ő az egyik legtermékenyebb rendező a film történetében. (…) Válságban és válságon kívül, pénzzel és pénz nélkül, ruhákkal és ruhák nélkül készített filmeket.
Lelkesedését mutatja, hogy gyakran a produceri utasítással szembe menve sokkal több anyagot forgatott le, hogy azokat később máshol is felhasználhassa, vagy külön filmeket vágjon belőlük össze (mindezt persze a színészek és a producerek tudta nélkül, akik így a legtöbb esetben elestek illetményeiktől). Így dolgozhatott egyszerre több filmen is, mindazonáltal legtöbbjük színvonala és minősége nagyon alacsony, gyakran pedig igen rossz volt. Némelyik film ráadásul befejezetlen maradt, vagy elveszett.
Ebben a futószalagos filmezésben voltak olyan Franco-alkotások, amelyek elvesztek. A Spanyol Filmarchívumból is 2018-ban került elő a rendező egyik elveszett filmje a Vaya luna de miel (1980), ami Edgar Allan Poe egyik műve alapján készült.
Személyének egyediségét mutatja, hogy még rajongói sem igazodtak el sokszor a rendezőn, így például nem értették Lina Romay-jel való közös szereplését pornójelenetekben. Tim Lucas amerikai kritikus Jesús Francót a legrosszabb filmrendezőnek nevezte, akit életében valaha látott. Franco megjegyezte, hogy a nyilvánosság előtt való megfelelés számára nem fontos. Ha van olyan része az embereknek, akik szeretik a filmjeit, úgy annak a rétegnek örül.
Módszerei közé tartozott a kézikamera és az erőteljes nagyítások használata a filmekben, amelyről úgy vélte, hogy annál jobban fokozzák a realizmust. A szextémájú erotikus és pornófilmek tekintetében nem volt szabados Franco, mert mindig is figyelembe vette az adott terület preferenciáit és igazodott a helyi ízléshez.
Anyanyelvén kívül tökéletesen beszélt franciául és angolul. Németországi munkakapcsolatai révén viszonylag jól megtanult németül is.

## Külső hivatkozások
- Meghalt a Leszbikus vámpírok rendezője (origo.hu)
- Jesús Franco (imdb.com)
- Jesus Franco (port.hu)
- THE STRANGE CASE OF JESS FRANCO (austinfilm.org)
- Jesús Franco: creator of erotic horrors who had a unique cinematic vision (theguardian.com)